# Окимоно
Окимоно[ударение?] (яп. 置き物, 置物 оки моно, букв. «вещь для того, чтобы ставить [на обозрение]») «резная фигурка») — произведение японского декоративно-прикладного искусства, статуэтка, предназначенная для украшения интерьера. Исторически термином окимоно обозначались небольшие скульптуры или декоративные объекты, располагаемые в токонома традиционного японского жилища. В традиционном европейском понимании окимоно — это статуэтка.

## Описание
В широком смысле к окимоно относится все, что поставлено на полку для украшения интерьера: резные фигурки из кости, куклы, вазы для цветов и так далее. Нередко окимоно по сюжету, выразительным средствам и размерам приближаются к нэцкэ, но, в отличие от них, не имеют отверстия для шнура и могут быть использованы в исключительно декоративных целях. Примером традиционного окимоно может служить фигурка Дарума.

## История
Окимоно как вид миниатюрной пластики, предназначенной для украшения жилья, получили распространение приблизительно в XVI веке, когда в архитектуре жилища становится принятым устройство специальной ниши (токонома), в которой помещали красивый свиток, икебану или маленькие статуэтки будд и бодхисаттв. Со временем сюжетно-тематический репертуар миниатюрной пластики расширился, и уже в гравюрах эпохи Эдо (1603—1868) можно видеть в качестве окимоно фигурки святых, монахов, животных шестидесятеричного цикла, семи божеств счастья. Такие фигурки приобретались не только с целью привлечь удачу, но и на память о паломничестве в отдаленный храм, и в качестве подарка, и просто ради украшения интерьера.
После революции Мэйдзи (1868—1869) Япония, вступив на путь модернизации, принимает участие во всемирных промышленных выставках. На всемирной выставке в Вене среди предметов, представляющих достижения, культурные традиции и ремесла страны, были окимоно, вырезанные из слоновой кости. Учитывая масштабы выставочного зала, японские резчики увеличили размер статуэток. Так появился тот вид окимоно, который стал предметом коллекционирования на Западе.
Реформы Мэйдзи, установившие европейское платье в качестве официальной одежды, обессмыслили изготовление нэцкэ. Резчики обратились к окимоно, на которые после ряда Всемирных выставок повысился спрос на арт-рынках Европы и США. Интерес европейцев к миниатюрной пластике определил новые требования к скульптуркам из кости, предназначавшимся теперь для украшения европейских интерьеров. Размеры окимоно стали значительно больше (от 20 до 50 см), поверхность их тщательно обрабатывалась, а главное — к европейскому зрителю требовалось обращаться на понятном ему пластическом языке. Так возник феномен японского реализма, в русле которого работали мастера окимоно. Японские сюжеты находили воплощение в достоверных, поражающих тщательностью моделировки формы, статуэтках. Пластические традиции, развивавшиеся в Европе в течение веков, японские резчики освоили за десятилетия.
В течение XX века в связи с мировыми войнами, экономическими кризисами и запретом на добычу слоновой кости количество мастеров-резчиков резко сократилось. Высокая себестоимость работ (для изготовления одной фигурки требовалось от нескольких месяцев до нескольких лет) сделала невозможной продажу на внутреннем рынке. Переориентация исключительно на экспорт привела к снижению художественного уровня окимоно: повторялись модели, ухудшилось пластическое свойство объектов.

## Материалы
В основном окимоно изготавливаются из дерева, слоновой кости, бронзы, серебра. Нередки комбинации этих материалов. Для придания большего декоративного эффекта мастера использовали инкрустацию перламутром, эмалями, кораллом, использовали золотой лак. Наиболее ценными считаются изделия из слоновой кости, иногда тонированные раствором чая и украшенные гравированным орнаментом.

### Сюжеты
Резчиками окимоно чаще всего являлись мастера нэцкэ и скульпторы, специализировавшиеся на изготовлении статуй для буддийских храмов. Введение европейской одежды в качестве официальной и закрытие множества буддийских монастырей привело оставшихся без работы резчиков в ряды мастеров окимоно. Они привнесли в этот вид искусства и привычные сюжеты, модели, композиционные решения, приёмы резьбы. С другой стороны, круг сюжетов определялся и спросом европейских покупателей.
Наиболее популярные сюжеты:
- боги, персонажи народных верований синто, фантастические существа (Семь богов счастья, черти, Тэннага и Асинага);
- персонажи буддийского и лаосского пантеонов (Будда, Бодхисаттва Канон, архаты, сэннины);
- исторические персоны (Бодхидхарма, Конфуций, Ёсицунэ и Бэнкэй);
- герои японских и китайских сказок и легенд (Момотаро, Урасима Таро, Чжун Куй);
- крестьяне, рыбаки;
- музыканты, актёры, сарумаваси (дрессировщики обезьян), каллиграфы, художники, поэты;
- старики с детьми, женщины с детьми, игры детей;
- животные, птицы, насекомые, морская фауна;
- овощи, фрукты.

## Мастера
Расцвет декоративной пластики из кости связан с именами выдающихся мастеров, возглавивших токийскую школу в эпоху Мэйдзи. Среди них — Асахи Гёкудзан (1843—1923) и Исикава Комэй (1852—1913). Оба вышли из среды профессиональных резчиков, преподавали скульптуру в организованной по европейскому образцу Токийской академии художеств. Исикава Комэю было поручено возглавить направление скульптуры из кости при комитете, учрежденном японским императором. У Комэя было много учеников и последователей, о его вкладе в развитие скульптуры и признании на родине свидетельствует тот факт, что его работы регулярно экспонировались на всемирных выставках и в значительно большем количестве по сравнению с другими мастерами.
Активное участие во Всемирных выставках также принимали Морино Корин, Удагава Кадзуо, Андо Рокудзан, Асахи Мэйдо и др.

## Коллекции
На родине окимоно значительных музейных коллекций не сложилось. Некоторые произведения хранятся в Токийском национальном музее, галерее Сёто. Образцы окимоно находятся в музее города Токаяма (префектура Хида) и в частных коллекциях.
Больша́я часть коллекций окимоно сформировалась за пределами Японии. Среди американских собраний следует отметить коллекции окимоно из кости в Антропологическом музее университета Миссури, группу деревянных окимоно в экспозиции музея Иллинойсского университета, частную коллекцию промышленника Х. Дж. Хейнза.
Окимоно представлены в Музее Виктории и Альберта в Лондоне, в собрании произведений эпохи Мэйдзи крупнейшего британского коллекционера Нассера Д. Халили. Среди крупных собраний окимоно в Германии специалисты отмечают коллекции Отто и Рат Шнейдман, Курта С. Эриха.
Отдельные экземпляры находятся в собраниях восточного искусства в музеях Восточной Европы: Национальном музее в Кракове (Польша), Государственном Эрмитаже (Россия), Музее западного и восточного искусства им. Богдана и Варвары Ханенко (Киев, Украина), Харьковского художественного музея (Украина), Музее восточных культур (Золочёв, Украина), Одесском музее западного и восточного искусства (Украина).
Одна из лучших частных коллекций окимоно в Европе принадлежит коллекционеру и меценату Александру Фельдману (Харьков, Украина). Всего в ней насчитывается более 300 произведений миниатюрной пластики, в том числе высокохудожественные работы таких выдающихся японских резчиков, как Удагава Кадзуо, Исикава Комэй, Морино Корин, Андо Рокудзан, Канъя Кунихару, Тикааки.
Среди жемчужин этой коллекции — скульптуры «Мать, кормящая ребёнка» Кадзуо (1900—1910), «Продавец цветов» Комэя (1900), «Цапли» Корина (1900). Работа Кадзуо экспонировалась на нескольких международных выставках и по праву снискала славу «японской мадонны». В образе молодой матери угадывается сходство со знаменитой мадонной Бенуа кисти Леонардо да Винчи. Мастер создал несколько её вариантов — в бронзе (один из экземпляров находится в коллекции Нассера Д. Халили), в дереве и кости. Самой ценной, безусловно, является модель, вырезанная из слоновой кости, которая украшает коллекцию А. Фельдмана.

## Разное
Коллекционировал окимоно и Максим Горький. В его домашнем собрании находились статуэтки из кости и бронзы. Среди окимоно, изготовленных из слоновой кости, писатель упоминал фигурку старика с обезьянкой. Бронзовая пластика была представлена статуэтками будд.

## Галерея
- Окимоно
- Лавка с окимоно
- Собака со щенками